# Norbert Schultze junior
Norbert Schultze junior (* 10. August 1942; † 10. September 2020 in Hamburg) war ein deutscher Regisseur von Fernsehserien.

## Leben
Schultze ist ein Sohn des Komponisten Norbert Schultze und Bruder von Kristian Schultze. 1956 spielte er im Kinderfilm Max und Moritz an der Seite seines Bruders den Max. Er absolvierte 1962 eine filmtechnische Ausbildung in England  bei Colour Film Services und arbeitete in verschiedenen Funktionen (Aufnahmeleiter, Standfotos, Requisite) bei diversen kleineren Produktionen, aber auch als Zweiter Aufnahmeleiter bei diversen internationalen Produktionen wie James Bond – 007 jagt Dr. No und Die tollkühnen Männer in ihren fliegenden Kisten. 1967 übernahm er beim Sender Freies Berlin die Leitung der Sendung Berliner Fenster. In den Folgejahren wurde er, nach einer Ausbildung zum Schauspieler, Regisseur. Zu seinen Arbeiten gehören zahlreiche Fernsehsendungen, aber auch Theaterinszenierungen.
Zwölf Jahre lang, von 1996 bis 2007, war er künstlerischer Leiter der Karl-May-Festspiele in Bad Segeberg. Nach einer dreijährigen Pause war er von 2011 bis 2019 erneut deren Regisseur und künstlerischer Leiter. In seiner zweiten Wahlheimat Südafrika gründete er 2011 das „Deutsche Theater am Kap“, dessen Intendant er auch war.
Norbert Schultze jr. war dreimal verheiratet. Mit seiner dritten Frau „Dickie“, hat er eine Tochter. Schultze verstarb am 10. September 2020. Er lebte in Hamburg und Kapstadt (Südafrika).

## Fernsehregie
- Erkennen Sie die Melodie?
- Maz ab
- Pauls Party
- Kinder wie die Zeit vergeht
- Sesamstraße
- einige Tage im Leben des ...
- RTL-Löwenverleihung
- Reagan in Berlin
- GZSZ
- Alphateam – Die Lebensretter im OP
- Rote Rosen
- Fascht e Familie
- Mannezimmer
- Bürgerbüro